# Pacifique Ndabihawenimana
Pacifique Ndabihawenimana (Burundi - 5 de marzo de 1985) es un árbitro de fútbol burundés internacional desde el 2013 y arbitra en la Primera División de Burundi.

## Torneos de selecciones
Ha arbitrado en los siguientes torneos de selecciones nacionales:
- Clasificación de CAF para la Copa Mundial de Fútbol de 2018
- Campeonato Africano de Naciones de 2018
- Copa Africana de Naciones Sub-20 2019
- Copa Africana de Naciones 2019
- Campeonato Africano de Naciones de 2020

## Torneos de clubes
Ha arbitrado en los siguientes torneos de internacionales de clubes:
- Copa Confederación de la CAF
- Liga de Campeones de la CAF